# Cantonul Vivonne
Cantonul Vivonne este un canton din arondismentul Poitiers, departamentul Vienne, regiunea Poitou-Charentes, Franța.

## Comune
| Comune            | Populație (1999) | Cod poștal | Cod INSEE |
| ----------------- | ---------------- | ---------- | --------- |
| Château-Larcher   | 918              | 86370      | 86065     |
| Iteuil            | 2 829            | 86240      | 86113     |
| Marçay            | 802              | 86370      | 86145     |
| Marigny-Chemereau | 505              | 86370      | 86147     |
| Marnay            | 591              | 86160      | 86148     |
| Vivonne           | 3 051            | 86370      | 86293     |